# سلاح المدرعات (الفيرماخت)

اللون القياسية لفرق البانزر باللون الوردي

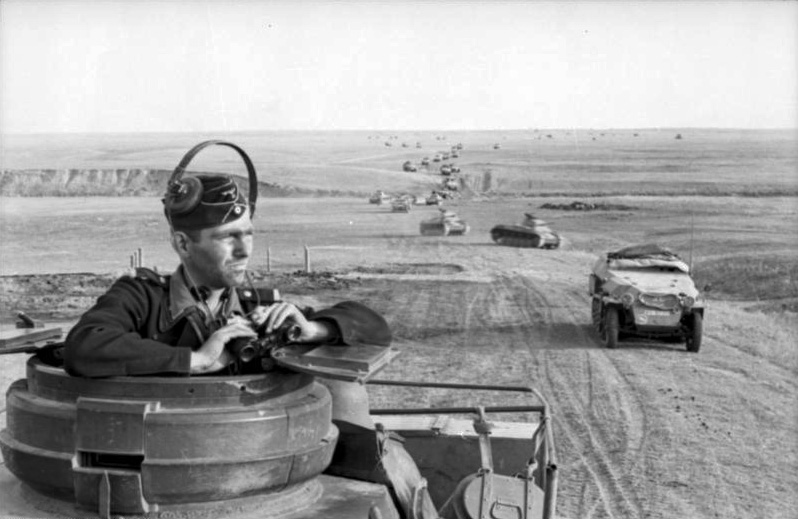
عامود من الدبابات والعربات المدرعة لبانزرفاف، بالقرب من ستالينجراد، 1942

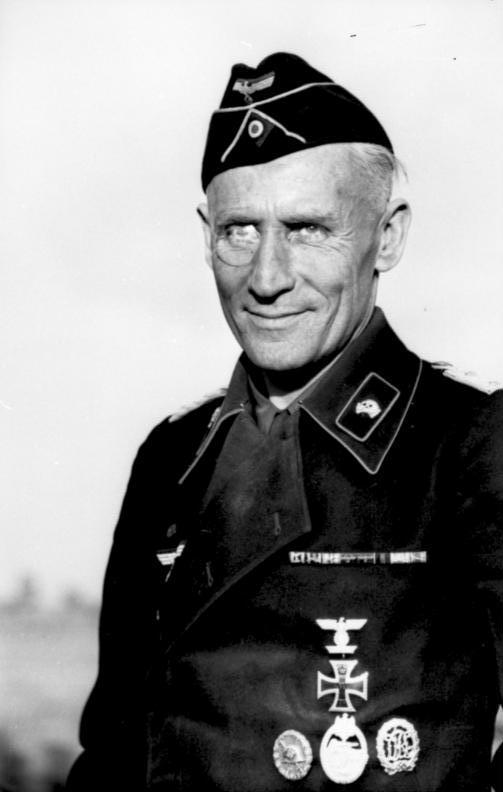
أوبرست ريتشارد كول، قائد مجموعة جيوش الشمال في زي خاص.

مجموعة بانزر Panzerwaffe، في وقت لاحق أيضا Panzertruppe (الألمانية ل «القوة المدرعة»، «الذراع المدرع» أو «قوة الدبابات». Waffe : يشير [القتالية] "arm") إلى قيادة داخل هيير لفيرماخت الألماني، المسؤولة عن شؤون بانزر (المدرعات) والقوات الآلية قبل فترة وجيزة من الحرب العالمية الثانية.

## التنظيم
كانت تعرف في الأصل باسم شنيلتروبن («القوات السريعة»)؛ تم إنشاء قيادة آلية في الرايخويهر في أعقاب الحرب العالمية الأولى، وتم إعادة تشكيلها كفرق ربانزر في عام 1936 من قِبل الجنرال إلينزنت هاينز غوديريان.

### بانزتروب
رجال Panzerwaffe، يشار إليهم باسم Panzertruppen (القوات المدرعة)، وكانوا متميزين بزيهم الأسود، المعروف باسم بانزر يلتف. كان لون فيلق بانزتروب الألماني اللون الوردي.
بالإضافة إلى الاعتبارات العملية، كان الزي مستوحى من الزي التقليدي لبرونزويك هوسرز. بعد عام 1943، كان Panzerwaffe، مثله مثل معظم فروع الخدمات الألمانية الأخرى، قد خفف من القواعد الموحدة وارتدى الكثير من Panzertruppen مجموعة متنوعة من الملابس، بما في ذلك التمويه ومواد الشتاء.
كانت هناك مدرستان تدريبيتان لطاقم بانزر طوال الحرب، Panzertruppenschule I وII.
الدعامة الأساسية لبانزروافي كان فرق البانزر. وتألفت هذه من لواء بانزر (أفواج من دبابات) واثنين من أفواج المشاة المكانيكية أو الآلية. وكانت جميع فرق بانزر الية. وشملت عناصر الدعم المدفعية ذاتية الدفع والمدافع المضادة للدبابات ذاتية الدفع وسيارات الاستطلاع المدرعة. بعد الحملات على بولندا وفرنسا، تم تخفيض حجم فرق البانزر، مع وجود فوج مدرع واحد فقط لكل فرقة. اتخذت هذه الخطوة للسماح بإنشاء العديد من الفرق الجديدة مع الدبابات المتاحة.

### Panzergrenadier
المشاة الآلية كانت تشكيل مبكر، وتتكون من المشاة التي تنقلها الشاحنات. في وقت مبكر من الحرب، كان هناك عدد من الفرق الخفيفة، كل قوة سلاح الفرسان شبه الآلية التي تم إنشاؤها كحل وسط مع قيادة الفرسان هير. تم الحكم على هذه بانها غير كافية بعد غزو بولندا وتم تحويلها إلى وحدات مزودة بمحركات كاملة.
خلال الحرب العالمية الثانية، تحولوا مرة أخرى إلى فرق استطلاع مدرعة باسم فرق Panzergrenadier التي تألفت من المشاة الآلية (أو المشاة المدرعة لبعض الكتائب، عندما تتوفر (18 مركبة) ناقلات مدرعة نصف مجردة)، مع المدفعية ذاتية الدفع (ثلاث كتائب، كل واحدة منها تحتوي على 14 سلاحًا ذاتي الدفع)  وياجبانزر.

## التنظيم
تكونت فيالق البانزر من فرقتين إلى ثلاثة فرق ومرفقات مساعدة. كانت Panzergruppen («مجموعات بانزر») أكبر من فيلق، تقريبًا بحجم جيش، وتمت تسميتها على اسم قائدها (على سبيل المثال Panzergruppe Hoth). تم التعرف على هؤلاء فيما بعد باسم Panzerarmeen («جيوش بانزر»)، وهي قيادة على مستوى الجيش تتكون من اثنين إلى ثلاثة فيالق. جمعت هذه التنظيمات ذات المستوى الأعلى تقريبًا بين وحدات المشاة العادية وبين مجموعات البانزر.
أعداد كبيرة من بانزر والتشكيلات الآلية كانت من فافن إس إس. لم تندرج هذه تحت فرق البانزر إداريا، على الرغم من أنها من الناحية التشغيلية كانت منظمة وقاتلت كجزء من تشكيلات الجيش وتحت قيادة الجيش.